# مولينز، ألير

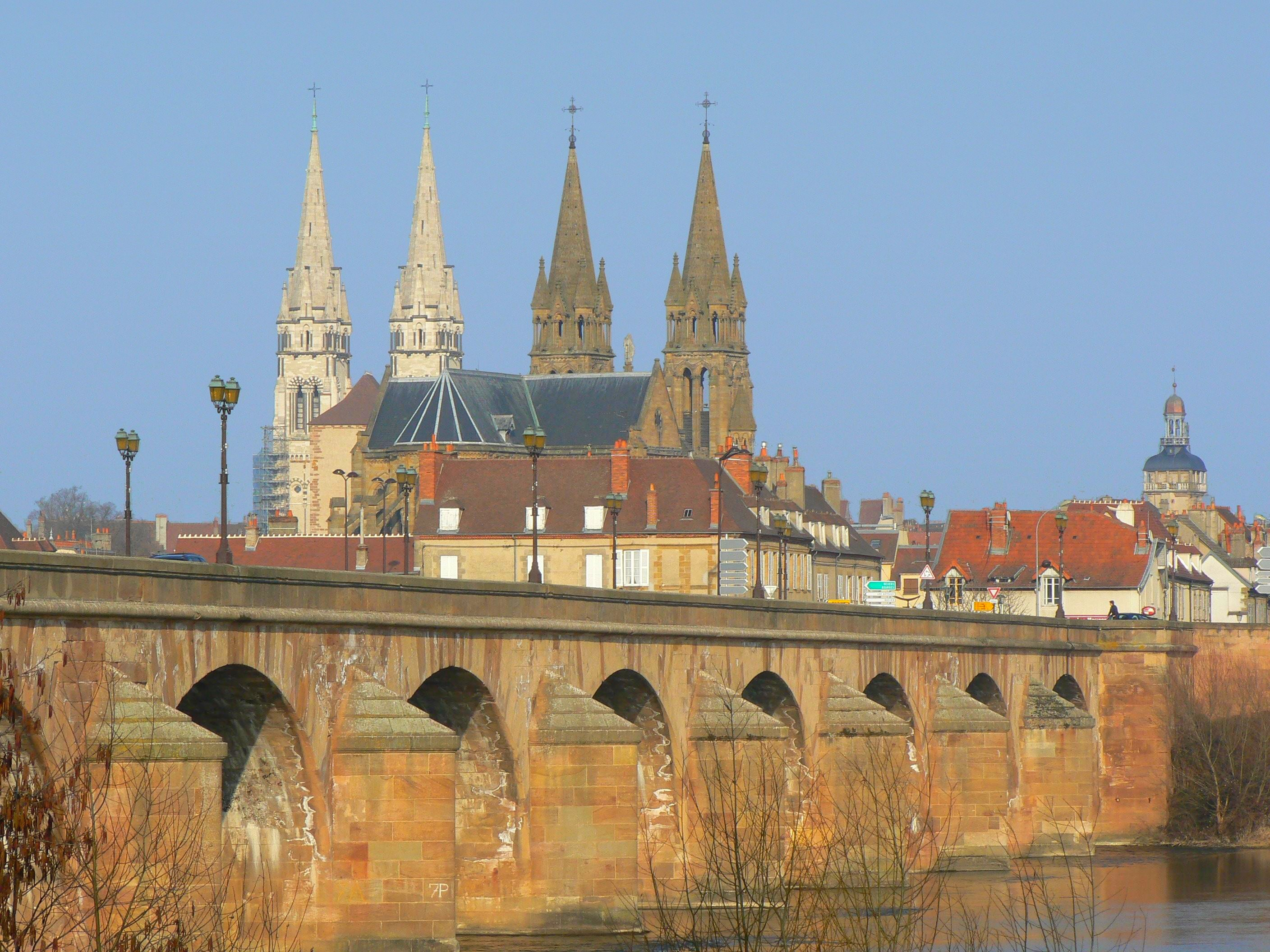
مولينز، ألير.

مدينة مولينز (بالفرنسية: Moulins) هي بلدية تقع في وسط فرنسا، وتعتبر عاصمة منطقة ألير تقع على نهر ألير.

## توأمة
لمولينز، ألير اتفاقيات توأمة مع:
- طنجة

## أعلام
- فيليب توماس
- أنتوان مييه
- آن من أوفرن
- كليمنت دي بانفيل
- شارل الأول، دوق بوربون
- ريتشارد بورينجر
- بيتر الثاني، دوق بوربون
- جان من بورغندي
- جورج بيدو